# Celti in Transilvania
     Territorio centrale di Hallstatt (HaC, 800 a.C.).
     Eventuale area di influenza di Hallstatt (dal 500 a.C., HaD).
     Territorio centrale della cultura di La Tène (450 a.C.).

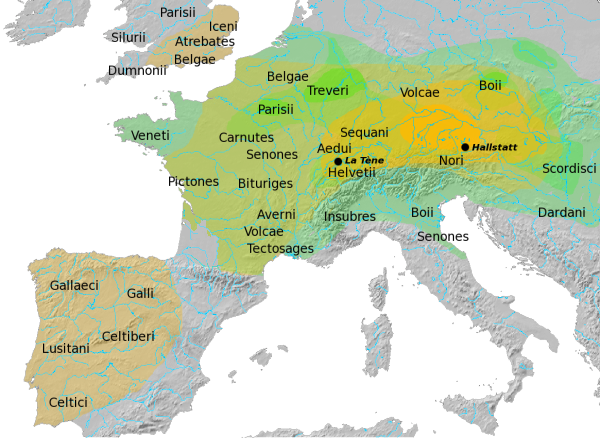
Panoramica delle culture di Hallstatt e di La Tène.
Territorio centrale di Hallstatt (HaC, 800 a.C.).
Eventuale area di influenza di Hallstatt (dal 500 a.C., HaD).
Territorio centrale della cultura di La Tène (450 a.C.).
Sono indicati i territori di alcune delle principali Tribù celtiche del tardo periodo di La Tène

La comparsa dei Celti nella Romania occidentale può essere fatta risalire all'ultimo periodo della cultura di La Tène (circa IV secolo a.C.). Lo scavo della grande necropoli di La Tène ad Apahida, nella contea di Cluj, effettuato da Ștefan Kovacs all'inizio del XX secolo, ha rivelato le prime testimonianze della cultura celtica in Romania. Il sito, risalente al III-II secolo a.C., è notevole per le sepolture a cremazione e per i vasi funerari realizzati principalmente a ruota.
Una cronologia storica dei Celti nella Romania occidentale (soprattutto la regione della Transilvania) può essere ricavata dai reperti archeologici di La Tène, ma non esistono quasi documenti antichi che permettano di ricostruire gli eventi politici della zona. I Celti esercitarono un dominio politico-militare sulla Romania occidentale tra il IV e il II secolo a.C. e portarono con sé una più avanzata tecnologia di lavorazione del ferro. Furono anche responsabili della diffusione del tornio in un'area molto più ampia di quella da loro occupata.

## Storia

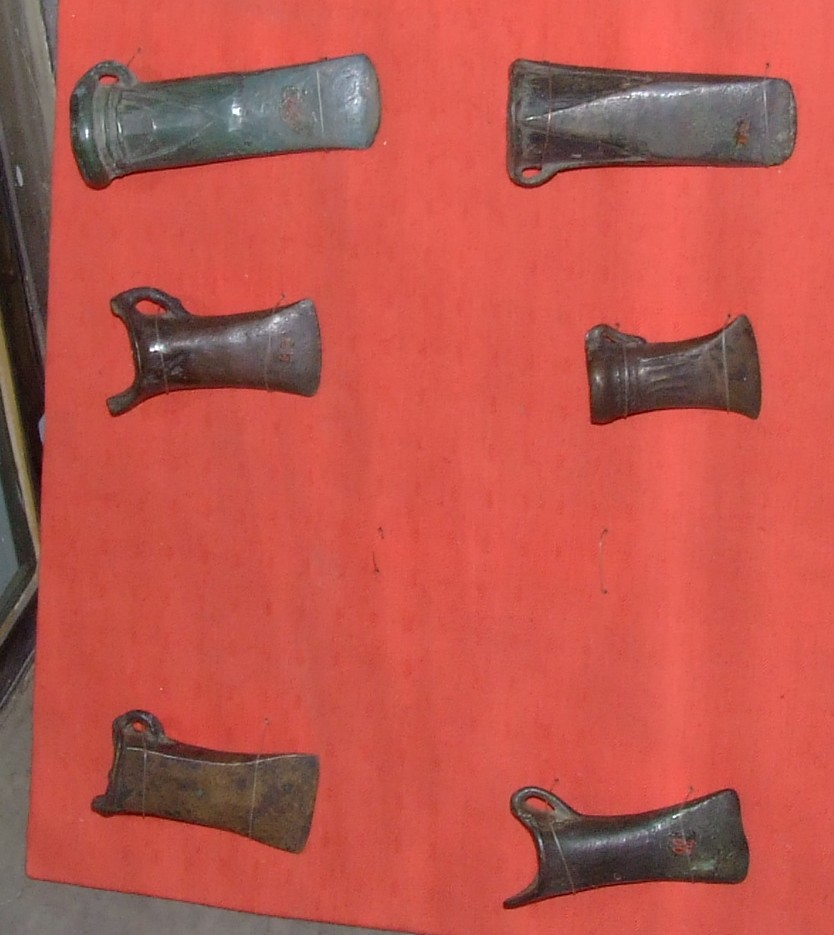
Asce e utensili celtici a incavo dell'età del bronzo in Transilvania, Romania

Ampie zone dell'antica Dacia, popolate all'inizio della prima età del ferro dai traci, furono interessate da una massiccia migrazione di Sciti iraniani che si spostarono da est a ovest durante la prima metà del primo millennio a.C.. Ad essi seguì una seconda ondata altrettanto grande di Celti che migrarono da ovest verso est. I Celti arrivarono nella Transilvania nordoccidentale intorno al 400-350 a.C. come parte della loro grande migrazione verso est. Quando i guerrieri celtici penetrarono per la prima volta in questi territori, il gruppo sembra essersi fuso con la popolazione autoctona dei primi Daci e aver assimilato molte tradizioni della cultura di Hallstatt.

### IV secolo a.C.
La seconda metà del IV secolo a.C. vide emergere la cultura celtica del periodo Medio di La Tène nella Dacia nord-occidentale e centrale, uno sviluppo che si riflette soprattutto nelle sepolture del periodo. Manufatti celtici risalenti a questo periodo sono stati scoperti a Turdaș, Hațeg e Mediaș nell'odierna Romania.
Nel 1976, il numero di siti celtici rinvenuti nella Romania occidentale aveva raggiunto circa 150, indicando una popolazione significativa della cultura di La Tène superata solo dai Daci. Questi siti sono per lo più cimiteri.
Le indagini archeologiche hanno evidenziato diverse tombe di guerrieri con equipaggiamento militare, suggerendo che una forza militare celtica d'élite penetrò nella regione.
Le vestigia celtiche si trovano concentrate nell'altopiano e nella pianura della Transilvania, nonché nell'alto bacino del fiume Someș, mentre le valli circostanti di Hațeg, Hunedoara, Făgăraș, Bârsa, Sfantu Gheorghe e Ciuc non presentano né necropoli né insediamenti, ma solo tombe o oggetti isolati. Ciò indica che i Celti occupavano il territorio tra la Mureș e il fiume Someș, a ovest dei Monti Apuseni, e le pianure e l'altopiano nello spazio intra-carpatico insieme alla valle nel bacino superiore di Someș.Tuttavia, anche queste valli, così come quelle del Banato e del Maramureș, hanno restituito reperti dacici contemporanei.
Tra i cimiteri celtici scavati, i più importanti sono quelli di Ciumești e Pișcolt (Contea di Satu Mare) e Fântânele (Contea di Bistrița-Năsăud). Questi contengono oltre 150 tombe rispetto alla media di 50-70. Necropoli sono state trovate anche a Sanislău (Contea di Satu Mare), Curtuișeni (Contea di Bihor), Galații Bistriței (Contea di Bistrița-Năsăud) e Brașov (Contea di Brașov).
- Ventitré delle tombe più antiche del vasto cimitero di Fântânele, Mureș nella contea di Mureș sono state datate all'inizio del IV secolo a.C.. Tra i cimiteri celtici europei, questo è secondo solo a Munsingen per dimensioni. La popolazione dei Geto-Daci è rappresentata anche attraverso una gamma completa di tipi di ceramica autoctona contemporanea[12].
- I reperti di Pișcolt rivelano che gli abitanti degli insediamenti della zona praticavano l'inumazione, ovvero il riutilizzo di un tumulo o di una tomba preesistente, come tipo di sepoltura.
- Nel cimitero di Ciumești, delle 34 tombe scavate, 21 erano semplici cremazioni in fosse, sette erano inumazioni, mentre i resti di sei cremazioni erano stati sepolti in urne. Il numero e il tipo di reperti presenti nelle tombe differiscono in ogni caso[9]. Tra i beni funerari spiccava un elmo da guerriero in ferro di tipo celtico orientale, oltre a una lancia a bussola, un paio di gambali ellenistici e una cotta di maglia, alla quale era stato applicato un piccolo disco di bronzo come elemento centrale con motivi a forma di S disposti in una serie di pannelli simmetrici intorno al bordo[13].

Nella Romania occidentale, i Celti passarono dall'inumazione alla cremazione, sia per progressione naturale sia per l'influenza dacica. Quasi senza eccezione, le necropoli finora studiate sono bi-rituali, anche se la cremazione sembra essere più diffusa dell'inumazione. I Celti in Dacia cremarono certamente i loro morti a partire dal secondo periodo di La Tène, ma le inumazioni celtiche non sembrano più antiche delle cremazioni tomba a fossa in nessuno dei cimiteri. Non si può dire se i Celti abbiano abbandonato la pratica della cremazione come gli Sciti. Sebbene meno frequente, l'inumazione rimase una pratica costante anche durante la fase finale dell'abitato celtico di questo territorio.
Gli insediamenti celtici avevano un carattere rurale e si trovano in Mediaș, Morești, (Contea di Mureș) e Ciumești.

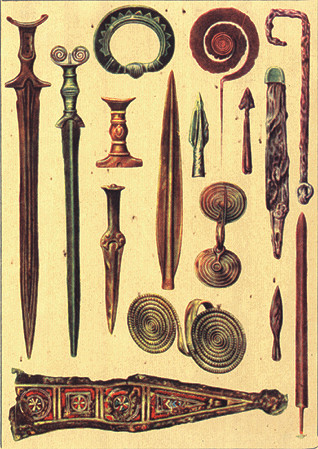
Manufatti dell'età del bronzo e dell'età del ferro provenienti dalla Romania

L'espansione dei gruppi celtici nell'area può essere messa in relazione con l'invasione dei Balcani intorno al 335 a.C., quando si verificò una massiccia colonizzazione della pianura del Tisa e dell'altopiano transilvanico in seguito alla morte di Lisimaco. Tuttavia, il movimento verso est dei Celti nella Romania occidentale utilizzò un percorso diverso da quello seguito dalle orde che attaccarono i Balcani

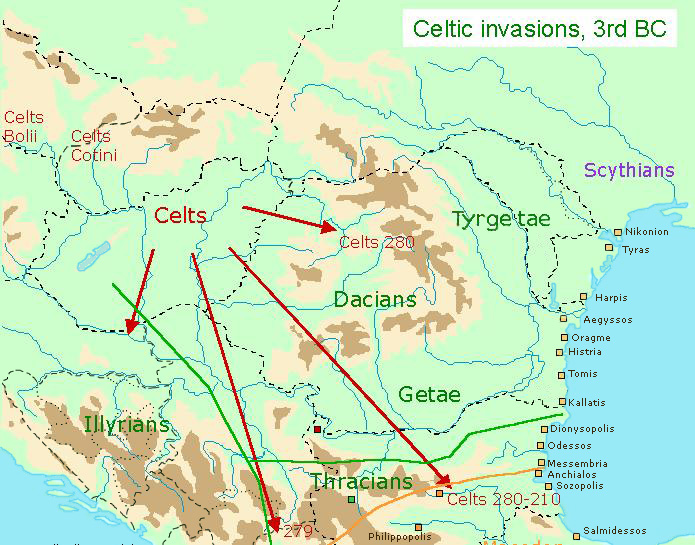
Movimenti dei Celti in Transilvania nel III secolo

I Celti non occuparono tutte le aree intra-carpatiche della Romania occidentale, fermandosi ad esempio nella depressione di Maramureș, dove gli scavi hanno portato alla luce fortificazioni daciche del IV e III secolo a.C..
Per quanto riguarda l'influenza celtica sulla cultura daco-getica locale, Vasile Pârvan ha affermato che quest'ultima è interamente debitrice delle tradizioni celtiche e che la "La Tene-izzazione" di questi Traci settentrionali fu un fenomeno culturale dovuto principalmente alla popolazione celtica che si insediò nella zona.

### III - II secolo a.C.
I siti archeologici del III e II secolo a.C. rivelano un modello di coesistenza e fusione tra i portatori della cultura di La Tène e gli indigeni Daci. Le abitazioni domestiche mostrano un misto di ceramica celtica e dacica, mentre diverse tombe celtiche contengono vasi di tipo dacico. Nei siti celtici in Dacia, i reperti mostrano che la popolazione nativa imitava le forme d'arte celtiche che ammirava, ma rimaneva saldamente e fondamentalmente dacica nella sua cultura.
I reperti archeologici daci nell'area della Romania occidentale aumentano di numero a partire dalla metà del II secolo a.C..

### II - I secolo a.C.

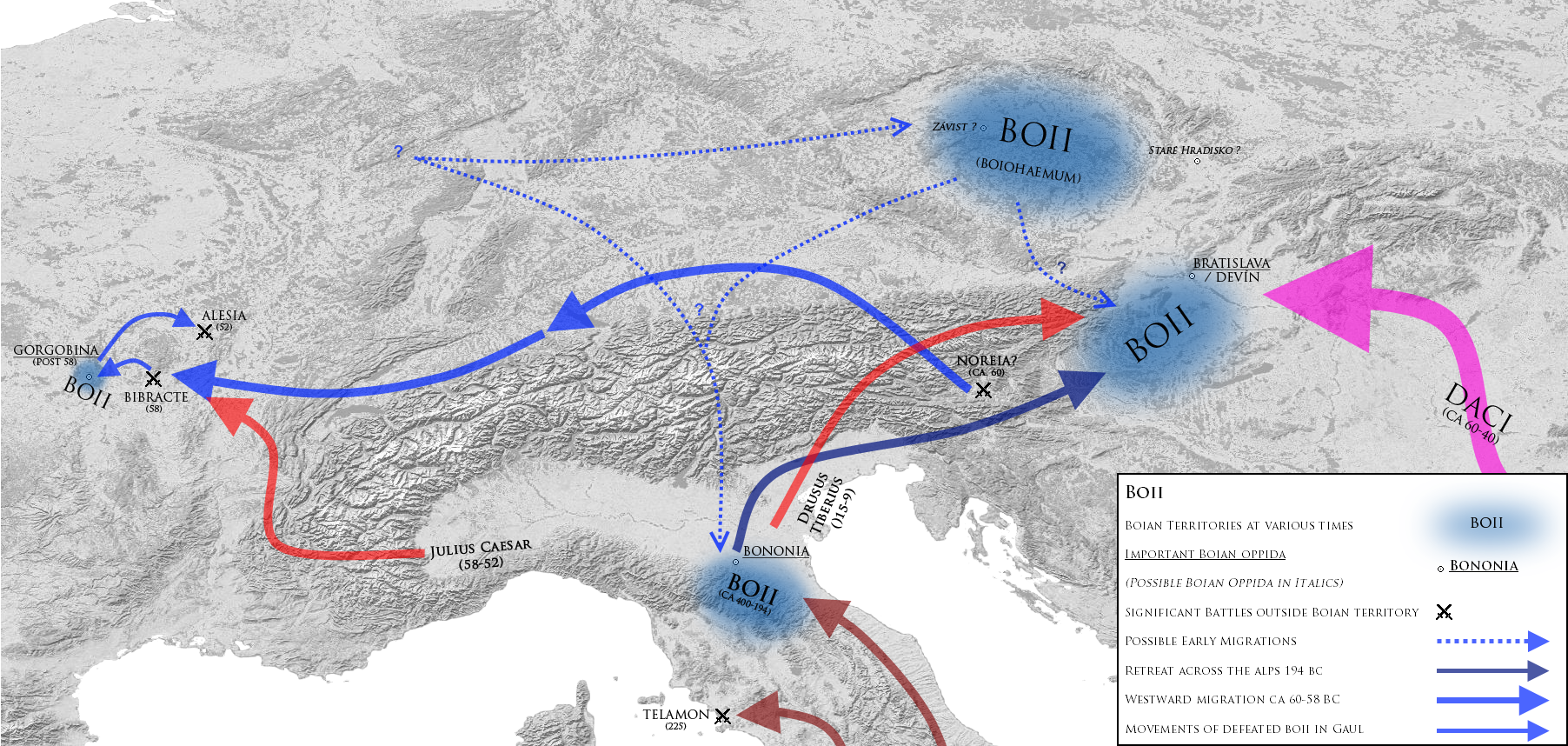
Movimenti migratori dei Celti Boii

Durante la prima metà del II secolo a.C., Pompeo Trogo scrive nelle sue Historiae Philippicae di un re dacico, Oroles, che combatté contro le incursioni celtiche. Oroles resiste all'intrusione dei Bastarni, un popolo oggi generalmente considerato di origine germanica ma che in realtà era celto-germanico e, secondo Livio, parlava una lingua celtica. I Bastarnae si spostarono dalla Slesia in quella che oggi è la Moldavia centrale e settentrionale.
Anche Pompeo Trogo e Giustino registrano l'aumento dell'autorità dacica prima del 168 a.C. sotto la guida del re Rubobostes.
Intorno al 150 a.C., il materiale di La Tène scompare dalla zona. Ciò coincide con gli scritti antichi, che menzionano l'ascesa dell'autorità dacica.
Ciò pose fine alla dominazione celtica ed è possibile che i Celti siano stati costretti a lasciare la Dacia. Al contrario, gli studiosi moderni hanno ipotizzato che i parlanti celtici della Romania occidentale siano rimasti, ma si siano fusi con la cultura locale e abbiano quindi cessato di essere distintivi.
Il confine tra Celti e Daci nei pressi del fiume Tisa è raffigurato nelle ceramiche del II secolo a.C. rinvenute a Pecica nella contea di Arad, un prospero centro commerciale alla confluenza dei due popoli.

### I secolo a.C.

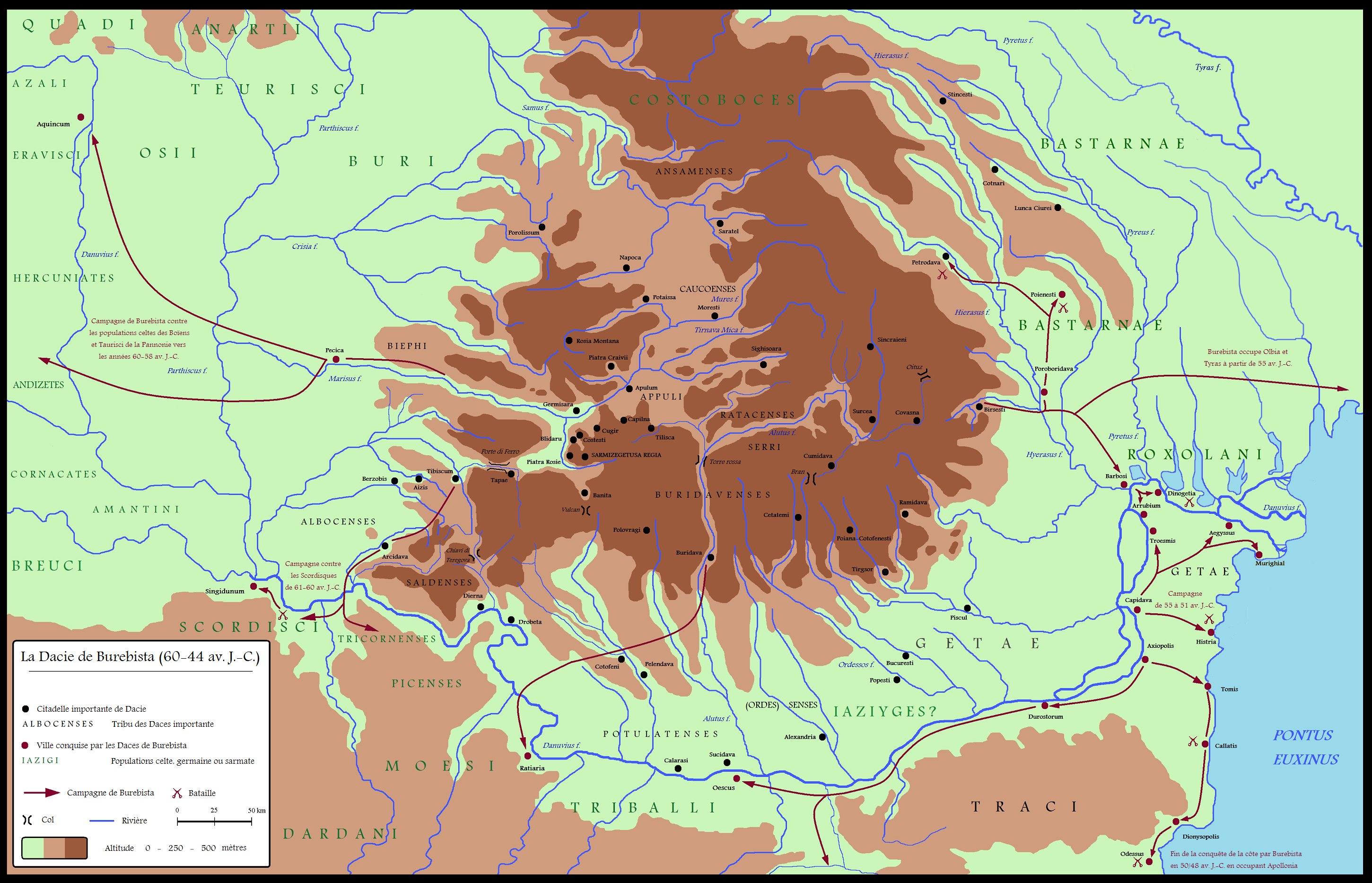
Mappa della Dacia al tempo di Burebista (60-44 a.C.) comprese le campagne contro i Celti Boii e Teurisci

Nel I secolo a.C. ebbe inizio un periodo classico della cultura goto-dacica di La Tène, incentrato sulla città di Sarmizegetusa Regia nella Transilvania sudoccidentale. 
Il re dacico Burebista sconfisse le tribù celtiche dei Boii e dei Taurisci tra il 60 - 59 a.C.. Tuttavia, alcuni reperti archeologici rinvenuti negli insediamenti e nelle fortificazioni daciche presentano vasi celtici importati e altri realizzati da vasai dacici che imitano prototipi celtici. Questi ritrovamenti in siti delle regioni a nord e a ovest della Transilvania dimostrano che le relazioni tra i Daci e i Celti continuarono nel periodo compreso tra il I secolo a.C. e il I secolo d.C..
Durante il periodo di Burebista, i Daci divennero più vicini alle restanti popolazioni celtiche di quanto non lo fossero quando i Celti dominavano la Romania occidentale. Le testimonianze del periodo precedente mostrano sepolture e insediamenti celtici con solo occasionali elementi dacici, mentre gli insediamenti dacici con reperti celtici sono poco frequenti.
La situazione si invertì dopo la conquista di Burebista, quando nella pianura ungherese e nelle regioni slovacche emerse una distintiva cultura ibrida celtico-dacica.
La maggior parte dei Celti fu assorbita dalla popolazione geto-dacica e contribuì allo sviluppo culturale dacico.Queste tribù celtiche, abili nello sfruttamento e nella lavorazione del ferro, introdussero nella zona anche il tornio da vasaio, contribuendo così ad accelerare lo sviluppo della Dacia. A quell'epoca, prosperose comunità celtiche si erano diffuse su tutto il territorio dell'odierna Romania.

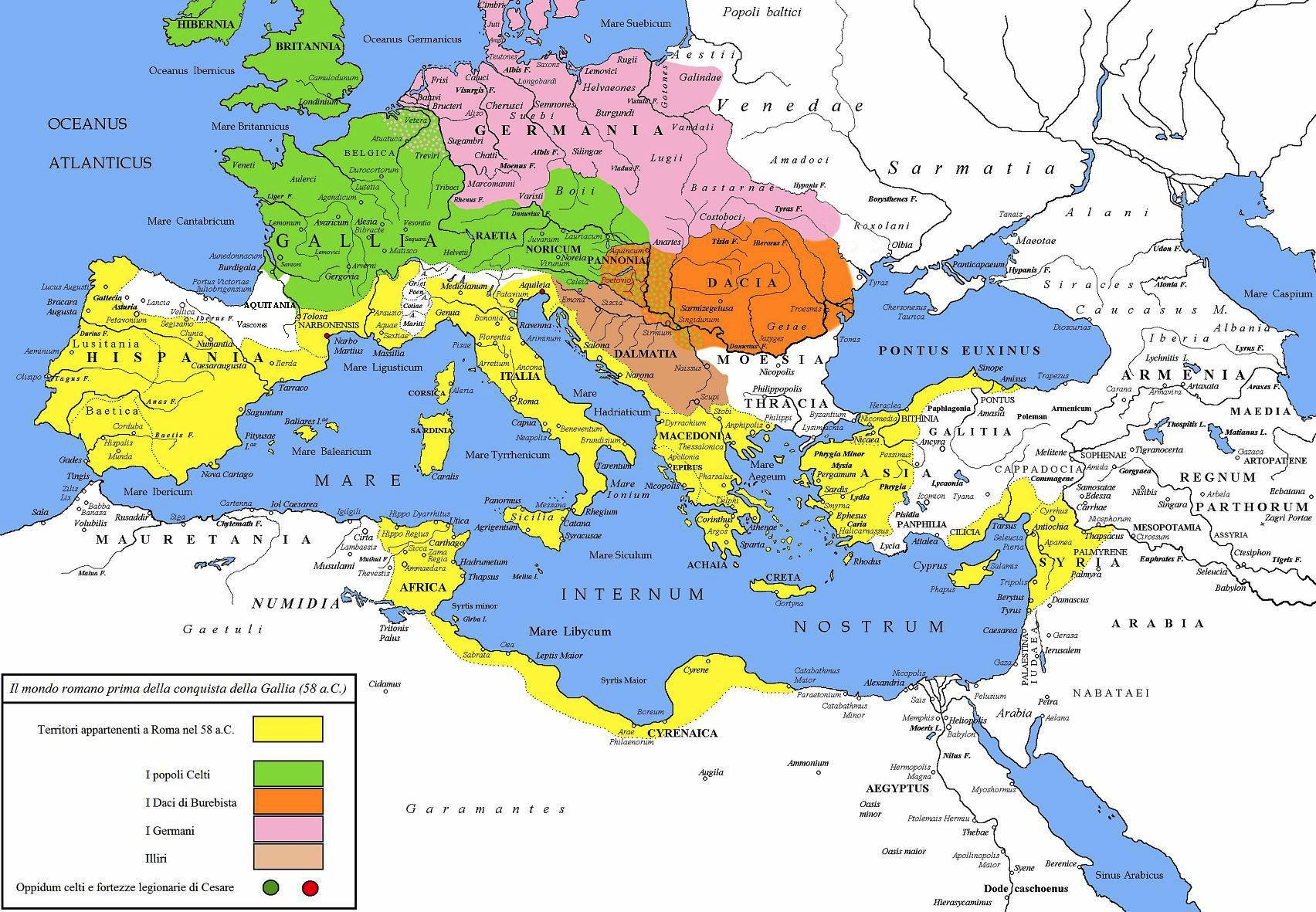
Tribù daciche (arancioni) e celtiche (verdi) nella repubblica romana e nei suoi vicini nel 58 a.C.

### II secolo d.C.
Nel II secolo, gruppi militari e civili celtici provenienti dalle province dell'Impero Romano si erano trasferiti nell'area della Romania occidentale che era diventata anch'essa parte dell'Impero, come parte della Dacia romana, nel 106 d.C.. Si trattava probabilmente di gruppi di lingua latina con substrato Celtico che parteciparono anche alle campagne militari dell'Romana in Dacia.
La Dacia romana comprendeva la Transilvania orientale e sud-orientale, le regioni del Banato e dell'Oltenia dell'attuale Romania, ma escludeva il resto della Dacia. La presenza dei Celti in questa regione è illustrata soprattutto dalla composizione delle legioni e delle coorti. La Legio XIII Gemina proveniva dalla zona celtica di Vindabona e conteneva alcuni elementi celtici. Le truppe provenienti dalle province romane celtiche e germaniche erano le più numerose tra le truppe ausiliarie. (Vedi anche Elenco dei reggimenti ausiliari romani)
Le numerose coorti e alae Gallorum attestate nei diplomi e nelle iscrizioni rivelano il gran numero di Galli reclutati dai Romani, alcuni dei quali furono trasferiti nella Romania occidentale (ad esempio la Cohors II Gallorum Dacica equitata in Dacia Superior poi organizzata come Dacia Porolissensis). Alcune unità furono reclutate da singole tribù galliche o germaniche (ad esempio i Batavi germanici formarono la Cohors III Batavorum "Terza Coorte di Batavi")
Le seguenti sono unità militari con alcuni elementi di lingua celtica di stanza in questa regione:
- Legio XIII Gemina con sede ad Apulum, il nome latino dell'insediamento dacico Apulon, (Alba Iulia)[32].
- Cohors I Alpinorum equitata: Quando erano di stanza nella Dacia Superiore, erano di guarnigione a Sărăţeni, Mureş. Dopo il 144 d.C. furono trasferiti nei Călugăreni[33].
- Distaccamenti militari I Vindelicorum c.R. eq: Formato dai Vindelici celtici, è attestato a Cumidava, sul sito della moderna Rasnov, da un'iscrizione "Vindelicorum Cumidavensis Alexandriana"[34]. Altri distaccamenti di I Vindelicorum c.R. eq si trovavano a Tibiscum[32]
- Alpinorum e i cohors VIII Raetorum sono registrati in Dacia superiore nel diploma del 136/38, essendo stati attestati in Dacia nel 114 e nel 110 d.C.[35].
- Cohors II Gallorum Dacica equitata, Dacia Superior. Alcuni bolli di Ala Gallorum sono stati trovati a Borosneul Mare Covasna[36].
- Cohors V Lingonum (Celti Lingones): Si trovavano a Moigrad-Porolissum[37].

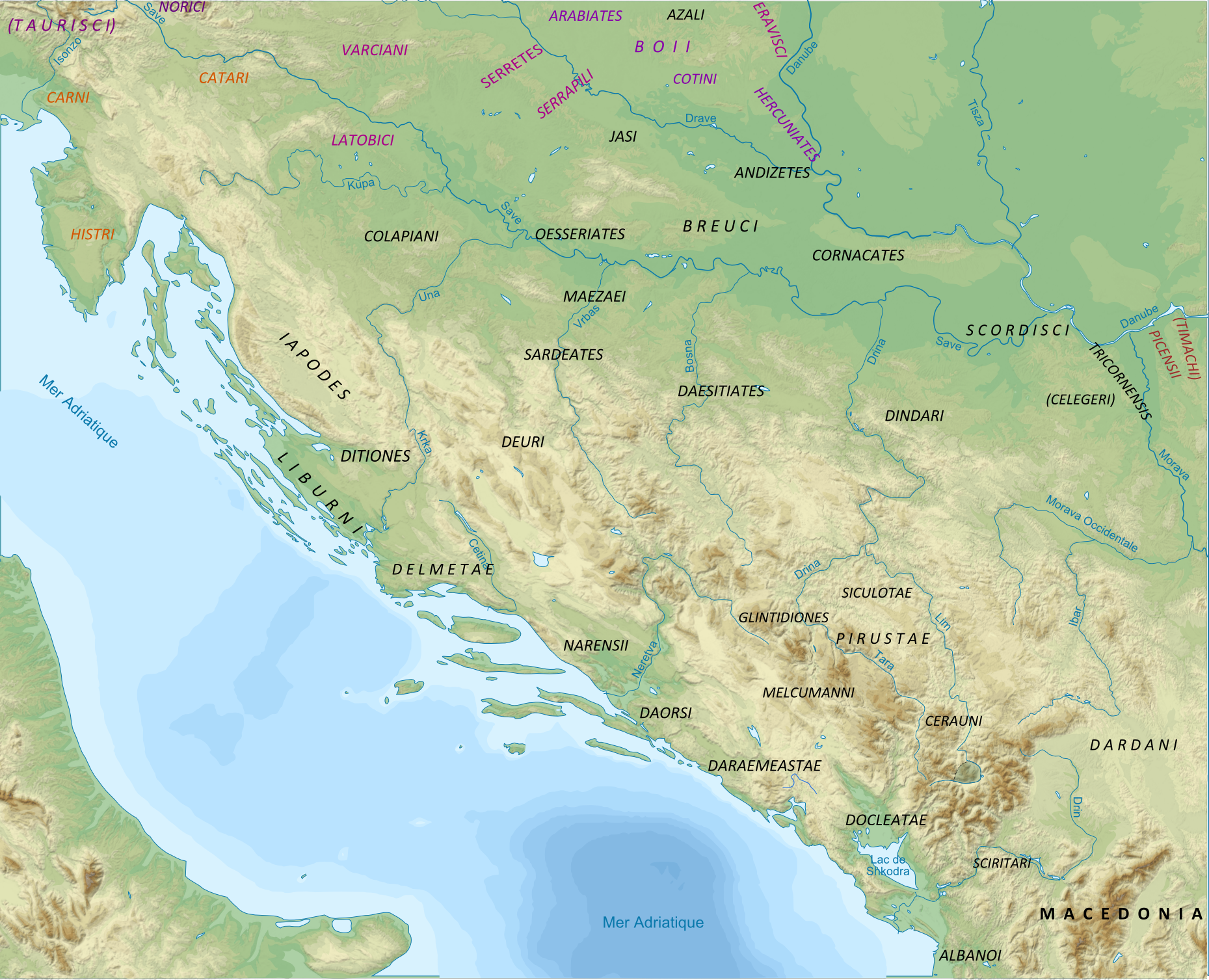
Celti in Illiria, Pannonia, incluse parti della Dacia (moderna Transilvania)

## Tribù celtiche nella Romania occidentale
Nei pressi della Romania occidentale del II secolo a.C., i Boii celtici si insediarono nell'area settentrionale del Dunántúl, nell'odierna Slovacchia meridionale e nella regione settentrionale dell'Ungheria intorno al centro dell'odierna Bratislava.Nagler, PopI membri dell'unione tribale dei Boii, i Taurisci e gli Anarti vivevano nella Dacia settentrionale con il nucleo della tribù degli Anarti che si trovava nella zona dell'Alto Tisa. Gli Anartofratti dell'odierna Polonia sud-orientale sono considerati parte degli Anarti. Scordiscan. I Celti che abitano a sud-est delle Porte di Ferro del Danubio possono essere considerati parte della cultura celtica rumena occidentale. Anche un gruppo di Britogauli si trasferì nella zona.
I Celti penetrarono prima nella Dacia occidentale, poi fino alla Transilvania nord-occidentale e centrale. Un gran numero di reperti archeologici indica una consistente popolazione celtica insediatasi per un lungo periodo tra i nativi. L'evidenza archeologica mostra che questi Celti orientali furono assorbiti dalla popolazione Geto-Dacica.
Un riferimento geografico di Tolomeo del II secolo d.C. indica che gli Anarti erano insediati sul margine nord-occidentale della Dacia, con i Teurisci confinanti a est, e più a est c'erano i Costoboci.

## Arte celtica nella Romania occidentale

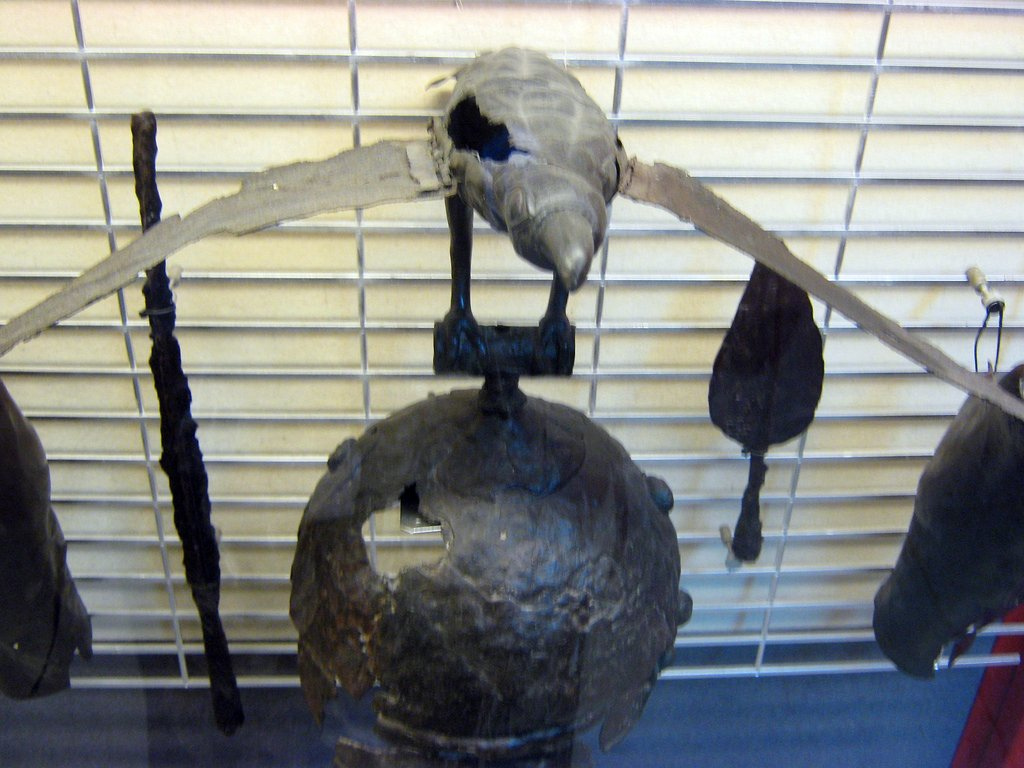
L'elmo Celtico
Elmo di Ciumeşti, vicino alla contea di Satu Mare, Romania (Dacia)

### Elmo di Ciumeşti
Uno dei pezzi più noti e più spesso riprodotti dell'arte celtica è l'elmo trovato nella tomba di un capo guerriero a Ciumeşti (oggi Contea di Satu Mare, Romania).
L'elmo di Ciumeşti è semitondo con una protezione per il collo ed è stato ricavato a martellate da un'unica lastra di bronzo con le guance avvitate successivamente. Un puntale di bronzo sporge dalla parte superiore dell'elmo, sul quale è fissato un cilindro su cui è appollaiato un uccello. Le gambe e la parte inferiore della testa sono fuse mentre il resto è martellato. Gli occhi sono in avorio giallo con pupilla in smalto rosso, fissati con bitume. Complessivamente l'uccello misura 13 pollici (330 mm) di lunghezza e ha un'apertura alare di 9 pollici (230 mm). Le ali originariamente si articolavano in corrispondenza del corpo in modo da poter sbattere su e giù quando l'indossatore si muoveva.
L'uccello, sia esso corvo, aquila o falco, è un noto totem celtico.
La rappresentazione dell'uccello rapace che si libra sull'elmo di Ciumeşti aveva un profondo significato soprannaturale poiché nel mondo dei Celti di La Tène si basa sull'ampia evidenza documentale che avalla le speciali associazioni rituali degli uccelli.Si noti che anche il calderone di Gundestrup, ora a Copenaghen, raffigura uno stemma di uccelli sugli elmi.
Wilcox e McBride hanno menzionato che la loro illustrazione dell'elmo del guerriero gallico in ferro del periodo medio di La Tène è stata ricostruita sulla base dell'elmo dei Ciumesti.

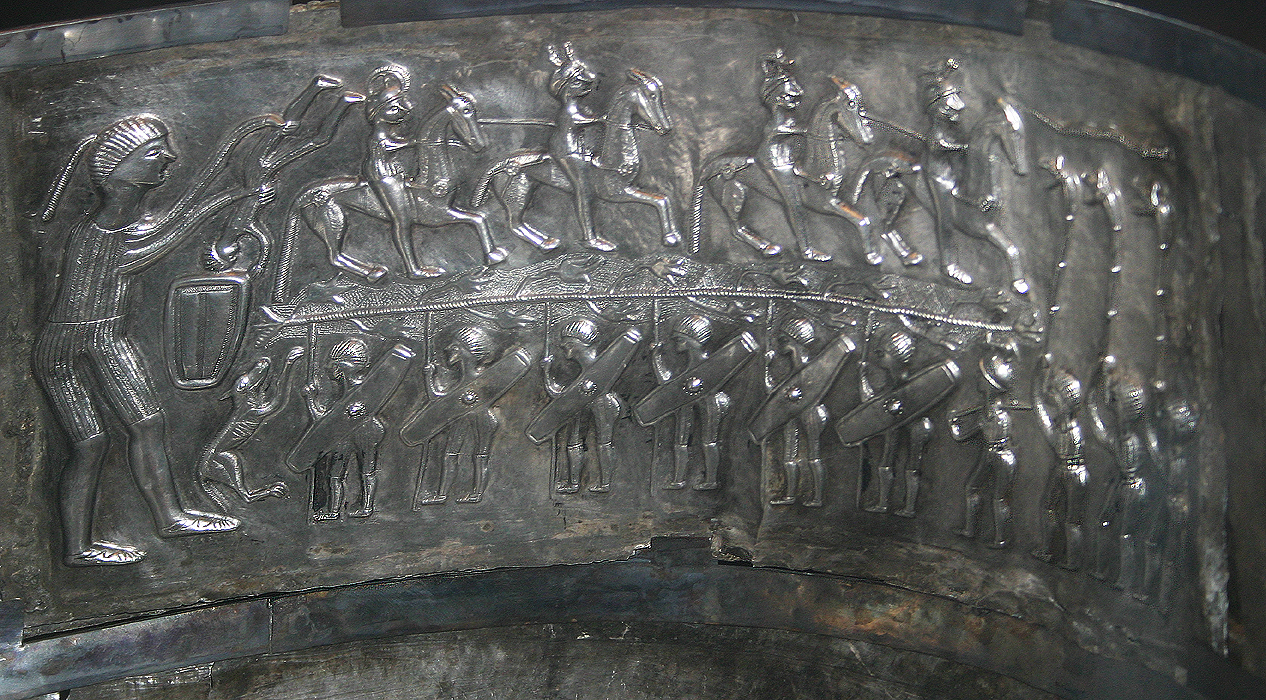
Calderone di Gundestrup all'interno del pannello. Una delle scene fornisce un buon parallelo con l'elmo a forma di uccello dei Ciumesti.

### Altri elmi della Romania occidentale
Altri quattro elmi di bronzo o ferro sono stati rinvenuti nell'area intra-carpatica a Silivas (Contea di Alba), Apahida (Contea di Cluj), Ocna Mureş (Contea di Sibiu) e Valea Haţegului (Contea di Hunedoara).
Tutti questi elmi sono dello stile Waldalgesheim sviluppato dai La Tène e risalgono al periodo in cui gli eserciti celtici semi-vittoriosi tornarono dalla penisola balcanica e si stabilirono nella pianura pannonica e nella Romania occidentale.
Gli elmi con stemmi rinforzati sono tipicamente celtici orientali e possono essere rintracciati mentre si diffondono dai margini occidentali del territorio dei Taurisci a Mihovo, per essere successivamente utilizzati dagli Scordisci a Batina e in tutta la Transilvania (Apahida, Ciumeşti).

### Altri oggetti d'arte celtica

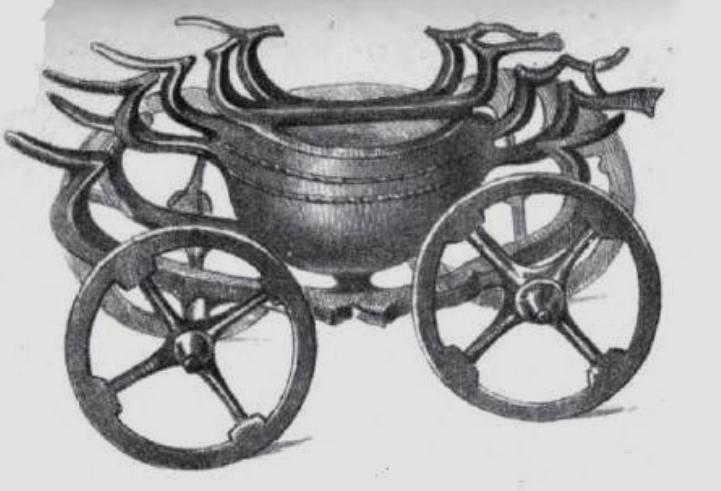
Il calderone a ruote o Kesselwagen Orăştie, in Romania, usato come urna crematoria, durante la successiva età del bronzo celtica.
È trainata da uccelli acquatici

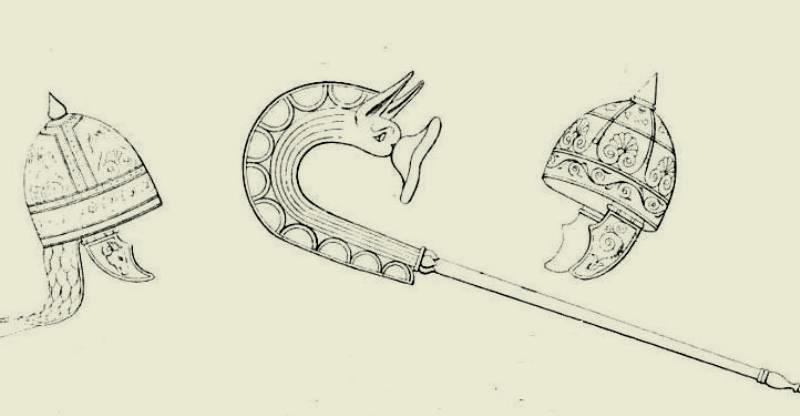
La tromba da guerra dacica, come raffigurata sulla colonna dell'imperatore romano Traiano a Roma nel 116 d.C., è un carnyx di stile celtico. (n.b. Il carnyx celtico compare sul calderone di Gundestrup)

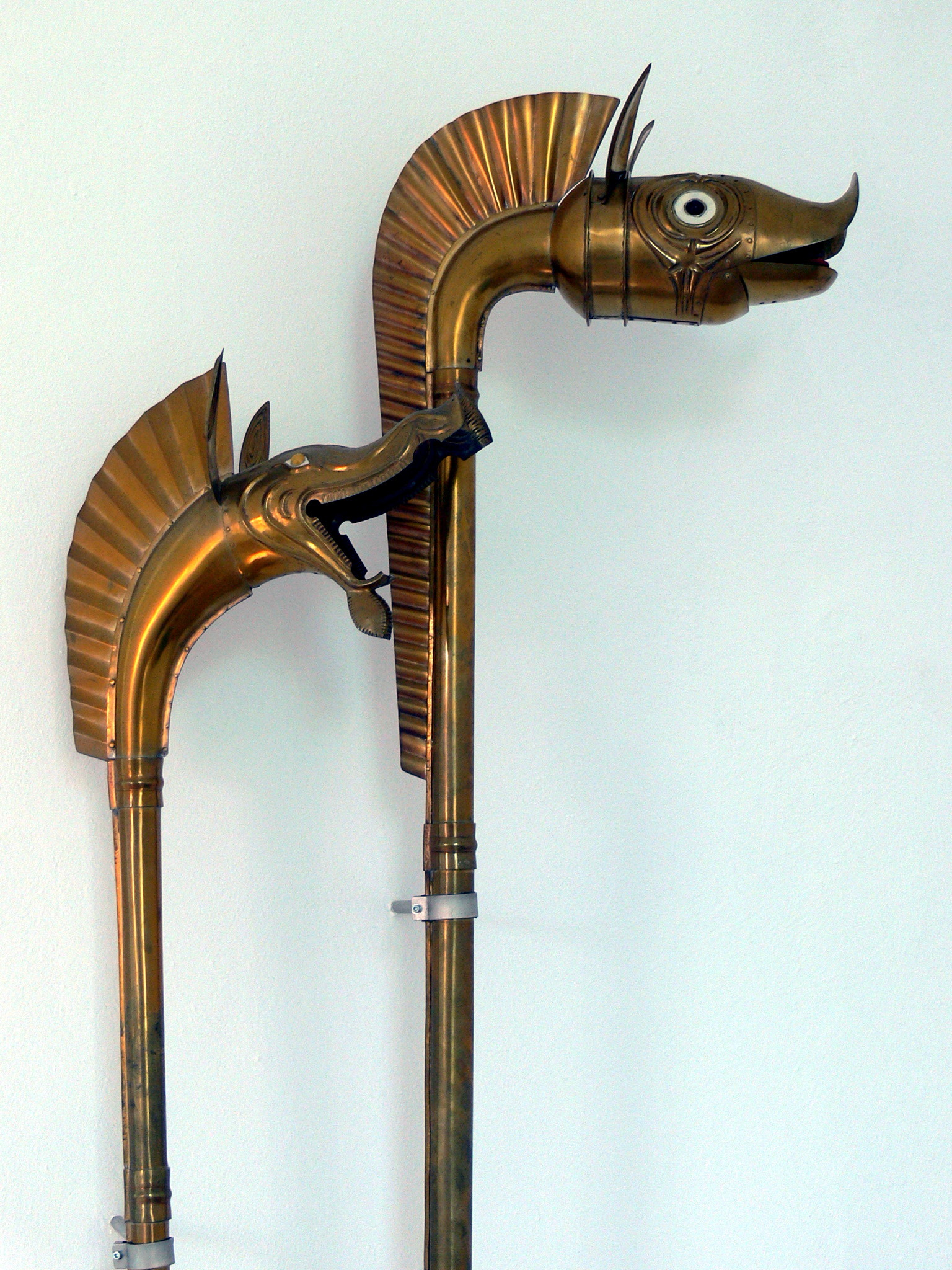
Carnice dei Celti a Lure

A Orăştie, in Romania, è stato rinvenuto un calderone a ruote o Kesselwagen, utilizzato come urna crematoria durante l'assemblaggio rituale dell'età del bronzo celtica. Questa è teoricamente disegnata da squadre di uccelli acquatici.
Un tipo di moneta proveniente da Ciumesti mostra un guerriero che porta uno stemma di cinghiale sull'elmo.
La tromba da guerra dei Daci, come mostrato sulla colonna dell'imperatore romano Traiano a Roma nel 116 d.C., è un carnyx di stile celtico.

### Stile plastico
Disegni ornamentali ad alto rilievo noti come "Stile Plastico" si trovano sull'equipaggiamento dei guerrieri di Pişcolt, comprendente uno scudo con impugnatura e scudo-boss ornati e una spada in un fodero ornato con tracce di un motivo a "coppia di draghi".
Questo motivo è uno dei temi genuinamente paneuropei della prima arte di La Tène e si trova ad abbellire l'estremità superiore delle piastre frontali dei foderi dalla Gran Bretagna sudorientale alla Romania occidentale.

### Influenze dello stile tracio/dacico nelle opere dei Celti

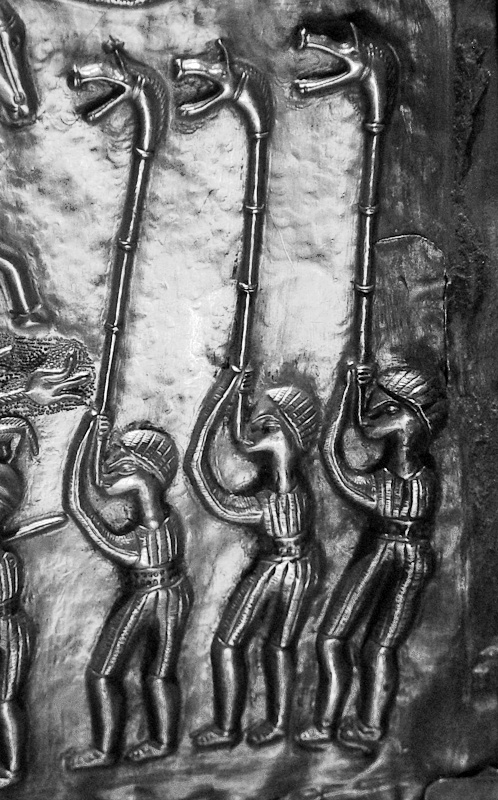
Figure con corna / carnyx sul calderone di Gundestrup

A partire almeno dal III secolo a.C., l'indubbia interazione tra il mondo celtico di La Tène e quello della Dacia può essere considerata come una Tracia / Dacia influenza sulle opere di artigianato celtico, o addirittura importazioni da queste regioni. Tale influenza può essere vista nel grande anello d'argento di Trichtingen, vicino a Stoccarda. L'argento non è il mezzo principale dell'artigianato di alto livello nel mondo celtico, ma è caratteristico della lavorazione dei metalli traci/daci.
Inoltre, l'Elmo di Ciumeşti e numerosi manufatti successivi realizzati in parte o interamente in argento (fibule o piastre da cintura), dimostrano chiaramente l'interazione tra le scuole tracie e daciche di lavorazione del metallo ornamentale con la tradizione celtica di La Tène.
Numerosi studi sull'opera d'arte del calderone di Gundestrup forniscono analisi comparative delle tradizioni celtiche e tracie. Le immagini sul calderone presentano molte caratteristiche comuni al corpus artistico celtico e tracio, mentre i motivi di animali esotici suggeriscono un'influenza orientale. Sebbene il disegno presenti caratteristiche della credenza e dell'iconografia celtica, sembra essere stato realizzato da fabbri traci in Dacia o in Tracia, nella regione del basso Danubio, secondo le loro tradizioni. Il calderone potrebbe essere stato commissionato da un membro della comunità celtica.

## Società

### Monete
I simboli mitologici sono presenti sulle prime monete celtiche, coniate nell'attuale Transilvania, in Romania. Questo avrebbe portato alla coniazione di monete celtiche successive in altre località, considerate opere d'arte in miniatura. Le prove della cultura di Hallstatt in Dacia, così come il dominio politico ed economico dei Celti, suggeriscono che furono i Celti, e non i Daci, a coniare queste monete d'argento basate sul Tetradrachmae macedone di Filippo II (r. 382–336 a.C.). Secondo Zirra, questa teoria è sostenuta dal numismatico C. Pedra, che sostiene che i Celti della Dacia iniziarono a coniare monete tra la metà del III e la metà del II secolo a.C., dopodiché le zecche autoctone durarono fino ai primi decenni del I secolo a.C..

### Religione

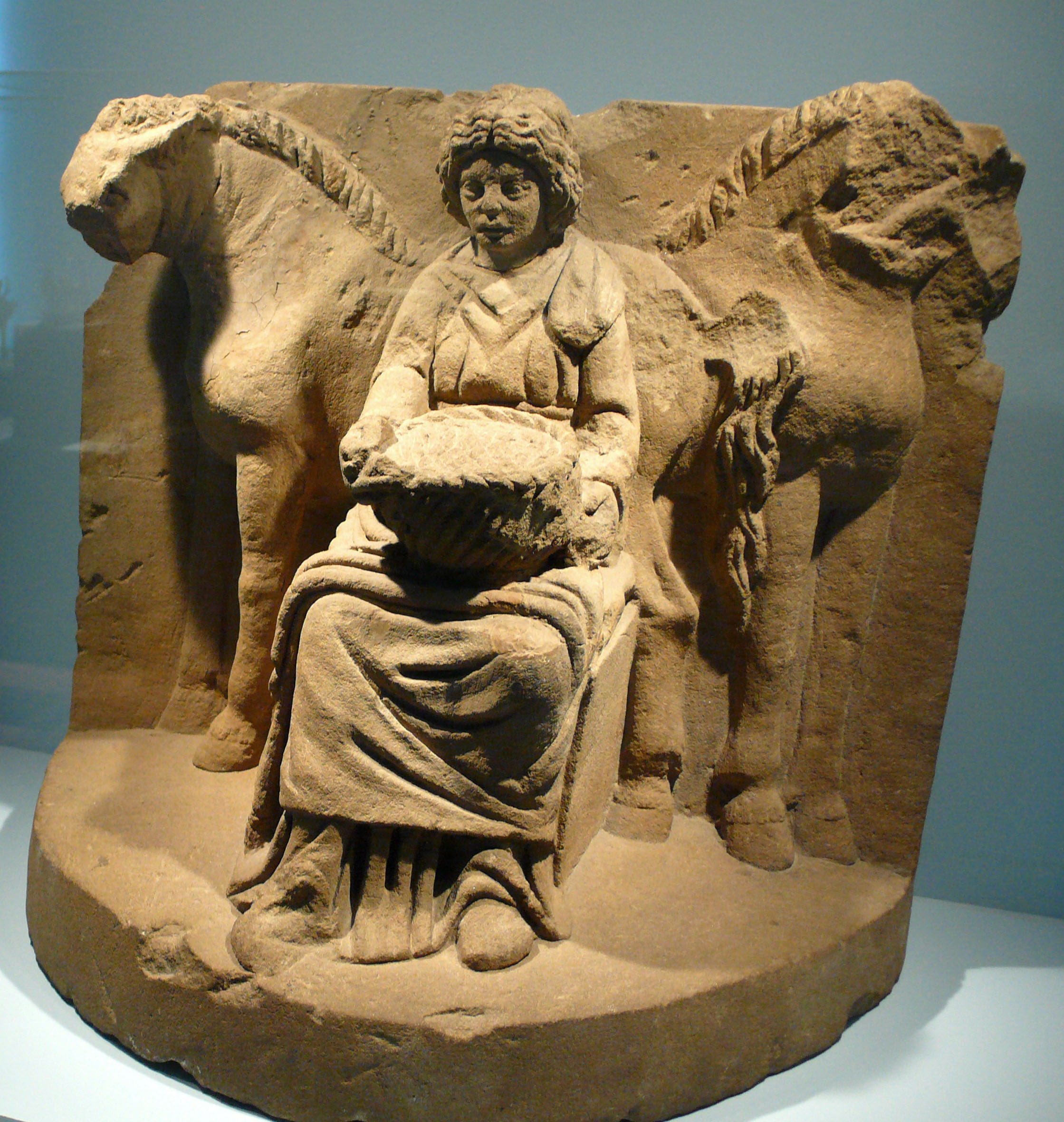
Epona (la dea cavallo) vista al Museo storico di Berna, il più importante culto celtico attestato nella Dacia romana, II secolo d.C.

La classe sacerdotale dacica potrebbe aver influenzato i druidi dei Celti con l'importante autore cristiano Ippolito di Roma (170 - 236 d.C.), sostenendo che i druidi adottarono gli insegnamenti di Pitagora attraverso l'intermediazione di Zalmoxis.
Il pantheon della Dacia romana comprende divinità celtiche portate nella provincia da elementi sia militari che civili. Il culto celtico più importante attestato nella nuova provincia è quello della dea-cavallo Epona Epiteti specifici in suo onore come Augusta, Regina e Sancta si trovano su iscrizioni provenienti da Alba Iulia, sul sito dell'antico insediamento Apulon (latino Apulum).
Anche il cervo Cernunnos, uno dei "grandi dei" dei Celti, era conosciuto nella zona secondo due testimonianze, una delle quali lo chiama "Iupiter Cernenus", un nome che non si trova in nessun altro luogo dell'Impero. Tuttavia, Cernunnos ha anche attribuzioni funerarie, non solo come protettore delle tombe ma anche come dio psicopompo.
Riferimenti ad Apollo Grannus e Sirona, divinità diffuse in Gallia e sull'Alto Danubio come protettori della salute, sono registrati anche nella Dacia romana.

### Lingua
Due dei sessanta nomi noti di piante daciche sono considerati di origine celtica, ad esempio propeditla cinquefoglio (cfr. gallese pempedula, cornese pympdelenn, lingua bretone). [pempedula, cornese pympdelenn, bretone pempdelienn), e dyn ortica.
La nomenclatura celtica ha lo stesso peso onomastica di quella dei culti celto-germanici nella religione della Dacia romana.